# Victor Ferreyra
Victor Ferreyra (Río Tercero, 24 febbraio 1964) è un ex calciatore argentino, di ruolo attaccante.